# 2021년 서울특별시장 보궐선거
2021년 서울특별시장 보궐선거는 2021년 4월 7일에 실시된 서울특별시장 선거이다. 2021년 대한민국 재보궐선거의 일부이다. 선거 결과 오세훈 후보가 57.50%의 득표율로 당선되었다.

## 배경
2020년 7월 박원순의 사망으로 보궐선거가 확정되었다.

## 경선

### 더불어민주당
더불어민주당은 1월 25일 경선에 대한 일정을 공개했다. 일정은 다음과 같다.
| 날짜             | 일정                                      |
| ---------------- | ----------------------------------------- |
| 01.27~01.29      | 서울·부산시장 후보 신청                   |
| 02.02~02.04 사이 | 지역별 단수 공천 혹은 경선 실시 여부 결정 |
| 02.08            | 경선 일정 의결                            |
| 02.15~02.25      | 경선 토론회 실시                          |
| 02.21            | 후보자 선출 경선대회 발표                 |
| 03.01            | 경선 실시, 최종후보자 선출                |
| 03.18            | 서울·부산시장 후보자 등록                 |

더불어민주당은 박영선 前 중소벤처기업부 장관과 우상호 국회의원이 출마를 선언했다. 2월 15일부터 2월 25일까지 토론회를 진행하였으며, 2월 24일 열린민주당의 김진애 후보와 시대전환의 조정훈 후보와의 여권 단일화 논의에 들어갔다.

### 국민의힘
국민의힘은 2021년 1월 22일, 서울·부장시장 보궐선거에 대한 일정을 공개했다. 보궐선거에 대한 일정은 다음과 같다.
| 날짜        | 일정                                              |
| ----------- | ------------------------------------------------- |
| 01.24~01.25 | 서울·부산 보궐선거 심층면접                       |
| 01.26       | 서울·부산시장 예비경선 후보자 선출                |
| 01.30       | 서울·부산시장 예비경선 후보자 비전스토리텔링 공개 |
| 02.03~02.05 | 예비경선 후보자 여론조사 실시                     |
| 02.05       | 예비경선 실시, 본경선 후보자 선출                 |
| 02.08       | 본경선 후보자 미디어데이 발표                     |
| 02.16~02.26 | 본경선 후보자 토론회 실시                         |
| 02.28       | 본경선 후보자 간담회 실시                         |
| 03.02~03.04 | 본경선 후보자 여론조사 실시                       |
| 03.04       | 본경선 실시, 서울·부산시장 최종후보자 선출        |
| 03.18       | 서울·부산시장 후보자 등록                         |

국민의힘은 1월 26일 면접 등을 통하여 예비경선 후보자를 선출했다. 후보자는 총 8명으로, 후보자로는 김근식 경남대 교수, 김선동 전 사무총장, 나경원, 오신환, 이종구 전 국회의원, 오세훈 전 서울특별시장, 조은희 서초구청장이 올랐다. 1월 30일에 후보자 비전스토리텔링을 공개하였으며 2월 3일부터 2월 4일까지 예비경선 후보자 여론조사를 실시했다. 그리고 다음 날 2월 5일 본경선 후보자를 선출했으며 그 후보자는 나경원, 오세훈, 오신환, 조은희이다.
2021년 3월 4일, 국민의힘은 서울특별시장 후보로 오세훈을 공천했다.

### 정의당
정의당 차기 대표를 뽑는 결선투표를 앞두고 10월 6일 김종철 후보와 배진교 후보가 토론을 벌였는데 두 후보 모두 ‘민주당의 후보 공천 여부와 무관하게 정의당은 시민사회단체와 다른 진보정당 등과 연대해 후보를 내야 한다’는 데 뜻을 모았다. 10월 11일 오전 국회에서 열린 정의당 6기 지도부 대표단 취임식에서 당대표로 선출된 김종철은 "내년 4월 서울시장 보궐선거"를 성공으로 이끌겠다고 발표했다. 12일 KBS 제1라디오 김경래의 최강시사와 IMBC 김종배의 시선집중 그리고 YTN 프로그램에 출연해 민주당의 책임으로 인해서 치러지는 선거니까 민주당에게 후보를 내지 않을 것을 요구하지만 그럼에도 불구하고 낸다면 진보정당 시민사회단체와 다른 진보정당과 연대함을 재차 확인하며 YTN라디오 황보선의 출발 새아침에선 정의당의 서울시장 후보군으로 정재민 서울시당 위원장, 권수정 등을 꼽았다. 이에 한 민주당 최고위원은 통화에서 “공당이 후보를 내지 않는 건 지지자들의 참정권을 침해하는 것이라 바람직하지 않다. 하물며 다른 당이 이를 언급하는 건 어불성설”이라며 “당 최고위에서 정의당 입장은 전혀 논의되지 않고 고려하지도 않고 있다”고 일축했고 우리 당이 후보를 내놓지 않는 데도 정의당 후보가 당선될 거라 보지 않는다”며 “정의당은 자당 지지를 제고시키는 것이나 더 신경 써야 할 것”이라고 쏘아붙였다.
10월 14일 TBS 김어준의 뉴스공장와 연합뉴스TV 뉴스1번지에서 김종철은 "이번 보궐선거는 사실은 더불어민주당 전임 책임자들의 귀책사유로 발생한 것"이라며 "내가 이 이야기를 하면 '(후보) 내지 말라', 이런 식으로만 보도되던데 정확히 이야기하면 민주당의 당헌당규를 지키는 것이 바람직하다"고 한 번 더 강조했으며 같은 날 김종철은 서울신문과의 인터뷰에서 진보적 시민사회 대중조직과 선거연대를 할 예정이고 민주당이 후보를 낸다면 당헌당규를 어겼다는 비판을 받겠지만 안 낸다면 국민의힘을 지지할 리는 없을 것이고 총력전으로 이기면 되는 문제이며 권수정, 정재민 서울시당 위원장을 후보군으로 재차 언급했다.
민주당이 당헌대로 공천을 하지 않고 범진보 공천을 얻어낸다면 승산은 높아지기에 "심상정 단일화"에 대한 여론이 있었으나 ‘대선 전초전’이라 포기 어렵고 민주당내 교통정리도 쉽지않으며 결정적으로 심상정은 “달리 할 말 없다. 요즘 쉬고 있다. 나와 상관없는 일이다. 당분간은 쉬려고 한다”며 즉답을 피했다. 또한 이낙연은 여러 차례 연락에도 응하지 않았고 당 대표 비서인 오영훈 의원은 “이와 같은 이야기를 들어본 바 없다. 당 대표에게 확인하기도 맞지 않은 사안”이라고 했다.
10월 15일 김종철은 KBS 1TV 사사건건에 출연해 정의당 소속으로 서울특별시장, 부산광역시장 후보를 출마시켜 완주시키겠다 발언했다.
10월 16일 김종철은 IMBC 뉴스 하이킥와 MBN 뉴스와이드에도 김종철은 출연하여 재보궐선거 후보 단일화 여부에 "저희는 끝까지 저희 후보로 국민들의 평가를 끝까지 받을 것"이라고 선을 그었고 "(민주당이 후보를 내면) 신뢰라든가 일관성에서 문제가 있다고 본다"고 했다. 직접 후보로 출마할지에 대해선 "제가 꼭 나가지 않아도 아주 훌륭한 분들을 보여드릴 수 있을 것 같다."이라고 했다.
10월 19일 김종철은 민주신문과 인터뷰하며 보궐선거 태스크포스를 만들어 서울특별시장 선거를 준비하겠다고 알렸다. 같은 날 한국일보와도 인터뷰 하며 “민주당의 귀책 사유로 치러지는 선거다. 민주당에 당헌ㆍ당규를 지키라고 끝까지 요구하겠다. 민주당과 선거연대도 없다. 성폭력 문제를 강하게 비판한 정의당이 민주당과 손 잡을 수는 없다. 정의당엔 이미 후보군이 있다. 권수정, 정재민 서울시당위원장 등 3040세대다.”라고 밝혔다.
10월 21일 김종철은 국회에서 열린 정의당 창당 8주년 기념행사에서 4월 보궐선거에서 독자 후보를 출마시키겠다는 입장을 명확히 밝혔고 MBC 2시 뉴스외전에 출연하여 "민주당 당헌 당규에 이 보궐선거의 귀책 사유가 있는 정당은 후보를 내지 말아야 한다고 적혀있는데도 불구하고 민주당이 당헌 당규를 바꿔서 낸다면 저희는 경쟁할 수밖에 없고요. 그리고 끝까지 완주해서 시민들의 심판을 받으려고 합니다."라고 밝혔다.
10월 25일 김종철은 뉴스1과 인터뷰하며 보궐선거에 대해 민주당이 국민과 한 약속과 당헌·당규를 지켜라는 요구다. 귀책 사유가 있어서 생긴 보궐선거는 후보를 내지 않는다고 했다. 그걸 어긴다면 누가 신뢰할 수 있겠냐고 말했다.
10월 26일 김종철은 더불어민주당이 당헌을 지켜야 할 것이며 비더불어민주당과 비국민의힘, 진보진영 선거연대를 정의당이 이끌겠다. 어떤 세력을 만날지는 차후 검토하며 끝까지 후보를 내고 완주할 것임을 알렸다.
10월 27일 김종철은 헤럴드경제와의 인터뷰에서 내년에 있을 재·보궐 선거를 언급하며 “이르면 이번 주 내부 서울시장 선거 공약팀을 설치할 것”이라고 밝히며“민주당이 후보를 내든 안 내든 정의당은 끝까지 가고 정당한 지지를 얻을 것”이고 “서울은 부동산 주거문제가 가장 심각하기 때문에 선명한 정책을 준비하겠다”고 다짐했다. 한편 같은 날 CBS 표준FM 김현정의 뉴스쇼에도 출연해 민주당이 당헌당규를 지키는 게 좋겠다. 사실 다른 당한테 후보를 내라 마라고 하는 게 이상하지만 당헌당규를 국민들한테 약속했던 그 정신만큼은 지키는 게 좋겠다는 입장이며 서울시장 후보군으로는 권수정, 정재민, 이동영을 말했다.
10월 29일 더불어민주당이 보궐선거 공천 여부를 결정하기 위한 전당원 투표 수순을 밟자 정의당 정호진 수석대변인은 이날 오후 브리핑에서 "민주당 당헌 제96조 2항 따르면 서울·부산시장 보궐선거에 민주당은 후보자를 공천하지 말아야 한다"고 밝히며 이 규정은 2015년 문재인 대통령이 대표였을 당시 만들어졌다고 강조했다. 한편 김종철은 페이스북으로 "민주당에서 이 당헌·당규를 만들었을 때는 국민과 당원들로부터 박수를 받으셨을 것"이라며 "지도부가 문제를 책임지기보다는 당원들에게 책임을 돌리는 게 바람직한 것인지 의문이고 유감"이라고 했다.
10월 30일 김종철은 불교방송 아침저널에 출연하여 당헌당규를 한 번도 지켜보지 않고 바로 당원총투표에 붙여서 개정하겠다고 하는 것이 국민에게 책임지는 태도인지에 대해서 상당히 좀 부정적이라고 강조했다. 그러면서 민주당 자체 내부의 당원총투표 나름의 권한이 있겠지만 지도부가 당원들에게 책임을 돌리는 것에 대해서는 국민의 평가가 있을 것이라고 말했다. 한편 서울특별시장 후보군으로는 권수정, 정재민 위원장, 이동영을 발언했다. 이어 "게다가 이번 보궐선거는 민주당의 문제로 인해서 치러지는 선거"라며 "저희가 그런 부분에 대해서 비판을 했는데 선거연대를 한다는 것은 있을 수 없는 얘기"라고 강조했다. 같은 날 류호정도 페이스북으로 ‘후보 공천을 하는 게 공당의 도리’라는 이낙연 민주당 대표의 발언을 두고 “해괴한 말”이라며 “공천권은 선거에 출마할 당원을 추천하는 정당의 권리다. 민주당은 그 권리행사에 오류가 있는 경우 공천하지 않을 의무를 스스로 부여했다. ‘공당의 도리’는 공천할 권리의 행사가 아니라, 공천하지 않을 의무의 이행이 돼야 한다”고 지적하며“민주당은 비겁한 결정을 당원의 몫으로 남겼다”, “부끄러운 줄은 알아야 한다”고 질타했다.
11월 1일 장태수 정의당 대변인 더불어민주당의 서울·부산시장 보궐선거 공천 여부 결정 전당원투표에 대해 "책임정치라는 약속어음을 발행하고는 상환기일이 돌아오자 부도내는 행태"라고 지적하며 나아가 "어음발행 당사자는 뒤로 쏙 빠지고 어음에 보증을 선 당원들에게 책임을 미루는 모습은 민망하다"라고 꼬집었다.
11월 2일 김종철은 "많은 지자체장은 주택 재산세 인하가 지방세 감소로 이어지기 때문에 반대하고 있는데 민주당의 서울·부산 보궐선거를 위해 모든 지자체가 희생해야 된다는 이야기인지 묻지 않을 수 없다"며 "대주주 요건도 작년 말 기준으로 양도소득세 과세 대상은 전체 주식 투자자의 1.5%에 불과한데 이것이 어떻게 일반 투자자인 '개미들'에게 부담이냐"고 비판했다. 강은미 정의당 원내대표는 더불어민주당이 전당원 투표 결과 내년 서울특별시장 보궐선거 후보를 공천하기로 한 데 대해 "필요할 땐 혁신의 방편으로 사용했던 약속들을 헌신짝 버리듯 하는 모습은 분명 민주당 역사의 오명으로 남을 것"이라고 비판했다. 이어 "민주당 스스로 생각하기에도 비상식적인 꼼수이니 '당원들의 폭넓은 선택권'이라는 구차한 변명 뒤에 숨은 것 아닌가"라며 "당원 투표가 그저 요식행위에 불과할 것이라는 우려가 크다"고 했다. 조혜민 정의당 대변인은 귀책 사유에도 당헌을 바꿔 내년 4월 서울·부산시장 보궐선거에 후보를 내겠다는 더불어민주당을 향해 “끝없는 2차 가해 속 피해자가 방치된 현실에 일말의 책임마저 느끼지 못하고 있다”고 강조했고  정치의 자기 책임성을 강화하기 위해 만들었던 무공천 당헌을 전 당원 투표라는 비겁한 방식으로 무력화시켰다”며 비판했다. 같은 날 언론에 의해 심상정이 '범여권 연대' 카드로 거론됐다.
11월 3일 정호진 정의당 수석대변인은 “알리바이용, 들러리용 당원 투표로 책임정치를 스스로 폐기처분하더니 이제는 절차적 정당성마저 폐기처분하고 있다”고 말했다. 한편 같은 날 정의당 지도부는 오는 4일 비공개 워크숍을 갖고 본격적으로 TF를 구성할 예정이며 TF는 중앙당과 서울·부산시당 위원장이 모여 선거에 출마할 후보를 발굴하고 경선 방식 등을 포괄적으로 다루는 데 당내에서는 내년 설 명절 전까지 후보 선출을 목표로 하고 있고 중점을 둔 부분은 지역 지역을 잘 아는 이들이 비전을 제시함으로써 승부수를 띄우겠다는 모습이 보여진다. 공개적으로는 권수정 서울시 의원과 정재민 서울시당 위원장 등이 서울시장 후보군으로 거론되고 있다. 이르면 오는 5일 대표단 회의를 거쳐 본격적으로 출범할 것으로 보여진다.
11월 5일 이정옥 여성가족부 장관의 “국민 전체가 성인지 감수성을 집단학습할 기회”라고 말하자 정호진 정의당 수석대변인은 “권력형 성범죄가 초래한 보궐선거를 두고 여가부 장관이 사실상 두둔에 가까운 궤변을 하고 있다”며 “여가부 장관이 심기를 살펴야하는 것은 집권여당이 아니라 피해 여성과 성폭력 위험에 노출된 대한민국 여성들”이라고 지적했다. 같은 날 김종철은 경향신문과의 인터뷰에서 서울특별시장 보궐선거는 “미투선거”라며 더불어민주당과의 선거연대 가능성을 일축했다.
11월 6일 김종철은 이투데이와 인터뷰에서 "시간이 별로 남지 않아 정책 준비를 서두르고 있다"면서 "서울의 경우 주거(부동산), 환경, 교통, 에너지(탈탄소 사회) 등의 메인 이슈 위주로 구체화시킬 것"이라고 설명했다. 같은 날 김종철은 조정훈과 만났는 데 시대전환 관계자는 “조 대표가 (예방 자리에서) 내년 4월 재보궐 선거는 900억 원가량 세금이 들어가고, 정치인으로서 약속했던 것을 내려놓고 하는 선거이기 때문에 국민에게 부끄러운 선거라고 말했다”며 “더 정의롭고 전환적인 선거에 관한 대화를 나눴다”고 전했다.
11월 8일 정치권에 따르면 정의당은 오는 15일 소집 예정인 전국위원회에서 선거기획단을 띄우고, 차별화된 정책으로 승부수를 던질 방침인데 '대선 전초전'으로 주목받는 이번 선거가 홀로서기의 첫 시험대이자 기회라는 판단에서다. 진보 진영의 대안정당으로서 비전을 알리고, 지지층을 확장해 내후년 대선을 위한 초석을 마련하겠다는 전략이다. 후보군으로는 서울시장에는 권수정, 정재민 등과 함께 심상정 의원 등 당 대표 출신들까지 거론되지만 유일한 지역구 의원이자 대권후보란 점에서 현실화 가능성은 낮다는 의견도 있다.
11월 9일 조혜민 정의당 대변인은 말바꾸기 정치의 끝판왕이라며 서울과 부산 보궐선거의 귀책 사유에 대해 반성하기는커녕 정권 재창출을 위해 이미 수를 쓰고 있었던 샘이라며 조용하고도 신속한 태세전환에 그저 황당할 뿐이라고 일갈했다. 같은 날 정의당은 재·보궐선거 기획단을 설치하고 단장으로 김윤기 부대표를 임명했다고 9일 밝혔다. 정호진 수석대변인은 "기획단은 서울시장과 부산시장을 비롯해 각급 보궐선거 대응에 대한 총의를 모아 기조·전략 등 선거 방침을 마련하며 선거기획단에는 정의당 서울시당위원장, 부산시당위원장이 참여하며 추가적으로 기획단 위원을 임명할 예정"이라고 덧붙였다. 한편 정재민 서울시당 위원장을 비롯해 권수정 서울시의원, 설혜영 용산구의원 등 정의당 서울시당 인사는 오전 국회 기자회견을 통해 "진정한 사과와 책임정치는 스스로 한 약속과 원칙을 지키는 것"이라며 "서울시장 후보 공천 결정을 철회할 것을 강력하게 촉구한다"고 말했다.
11월 15일 6기 제1차 전국위원회 결과로 2021년 재보궐 선거는 성평등·미투 선거임을 확인하며 적극 대응해 준비할 것을 결의하였다.
11월 23일 정의당은 선거기획단을 구성하며 여성 50%, 청년 25%으로 구성, 김윤기·배복주 부대표가 공동단장을 맡아 기획단을 이끈다. 정재민 서울시당위원장, 김영진부산시당위원장을 비롯해 김준수 성북구위원장과 오현주 마포구위원장, 조혜민 대변인과 류호정 의원이 기획위원으로 참여하기로 했다. 아울러 공공주택의 과감한 보급으로 주거안전을 이뤄낼 것”이라며 “그린뉴딜의 선도적 실천을 통해 기후안전도 이뤄낼 것”이라고 각오했으며 더불어민주당 심판, 반성폭력, 완전히 새로운 서울을 위한 ‘비민주-반국민의힘 진보시민 무지개 원탁회의’를 제안했다.
11월 29일 MBN 정운갑의 집중분석에 출연한 김종철은 서울 재보궐 선거에 정의당 독자후보를 내겠다는 입장을 재확인했다. “민주당으로부터 후보 단일화 요청이 오면 어떻게 할 거냐”는 질문에 “끝까지 독자적으로 완주해서 시민 선택을 받겠다”면서 “부정부패·성비위 문제 때문에 보궐 선거가 치러지는데 민주당은 ‘(민주당 책임일 땐) 후보를 공천하지 않겠다’는 당헌 당규를 어기고 (후보를) 내는 것 아니냐. 그런 상황에서 우리가 선거 연대를 하는 것은 말이 되지 않는다”고 했다.
12월 10일 한국일보와의 인터뷰에서 김종철은“우선 이번 보궐선거 원인제공자가 민주당이기 때문에 민주당과 단일화는 말이 안된다. 두 번째는 장기적으로 진보정당이 독자적으로 성장하는 것이 굉장히 중요하다. 우리 후보를 내고 심판받으려 한다. 고무적인 점은 과거 정의당 지지층 중에서 현 정부를 지지하는 비율이 굉장히 높았는데, 최근 들어 현 정부 지지 철회 비율이 절반 가까이 늘어났다. 이들이 국민의힘 같은 보수 정당에 표를 주지는 않을 것이다.“라고 밝혔다.
12월 14일 KBS 라디오의 주진우 라이브에서 김종철은 "지금 저희 당에서 후보 모집을 하고 있고 예비후보로 등록한 서울시장 후보는 예비후보로 등록한 후보도 있습니다."며 본인의 출마여부에는 "저는 그 후보들이 젊은 후보들이 나올 수 있다면 그분들과 함께 그리고 뒤에서 적극적으로 같이 뛰는 역할을 하고 있어서 국민들께서 시민들께서 정의당의 아주 멋있는 후보들을 앞으로 만나실 수 있을 거다 이렇게 말씀드리겠습니다."라고 밝혔다.
12월 20일 정의당 정호진 대변인은 서울시장 보궐선거 출마를 선언하며 '야권 단일후보'를 언급한 안철수 국민의당 대표를 두고 "집권여당을 제외한 모든 정당은 모두 야당으로 정의당도 야당"이라며 "야권 단일후보 표현은 무례하고 옳지 않다"고 밝혔다. 그러면서 "안 대표가 국민의힘과 연대해 '보수야당 단일후보'를 하든 말든 정의당과는 무관한 일"이라며 "그러나 정의당은 가치와 정책이 다른 정당과 선거연대를 할 생각이 없다"면서 "진보야당으로서 정의당 서울시장 후보를 통해 진보 서울의 비전과 가치를 서울시민들에게 보여드릴 것"이라고 밝혔다. 이에 권은희는 "정의당이 더불어민주당과 함께 손잡고, 민주주의 없는 공수처법 개정을 당론으로 찬성표결 하기로 정하고, 소수의 발언권을 강제로 종료시키는데 참여하였다면 스스로를 야권이라고 할 수 없는 것 아닌가? 그래서 '이중대'라고 평가되는 현실도 있는 것 아닌가"라고 반박했다.
2021년 1월 3일 권수정 시의원이 다음주 초쯤 출마를 공식 선언하며 이번 보궐선거 계기가 된 젠더 문제와 함께 불평등, 기후변화 등에 대한 진보적 입장을 제시할 예정이다.
1월 7일 정호진 대변인은 "중대재해법 취지를 뒤흔들고 있는 중기부의 의견서를 박영선 장관은 알고 있는지 혹시 서울시장 보궐선거만 생각하느냐 모르고 있었다면 이는 직무유기고 알고 있었다면 중기부 차관을 앞세워 대통령의 공약에 항명한 것"이라고 주장했다.
1월 8일 정의당 정호진 수석대변인은 8일 국회 브리핑에서 “이미 서울시장 보궐선거 예비후보 등록이 시작됐고, 선거일까지 90일도 남기지 않은 상황”이라며 “유력한 후보군으로 거론되는 정치인의 예능 방송 출연은 편파적인 방송으로 사전 선거운동으로 해석할 수 있다”며 비판 했다.
1월 11일 권수정 시의원은 "전임시장의 성추행이 문제돼 실시되는 이번 서울시장 보궐선거에 늦었지만 제대로 된 '성평등 서울'을 이끌어갈 시장이 탄생해야 한다"고 밝히며. 또 "서울에는 40대 젊은 시장이 필요하다",  "서울의 과감한 변화는 서울의 청년들, 그리고 청년을 주체로 세울 수 있는 젊은 정치가 주도해야 한다"고 강조했다. 한편 "부동산 불로소득을 과감히 환수하고 서울의 지나친 인구밀집 해소, 근본적으로는 제2의 토지개혁을 주장하는 서울시장이 필요하다"며 "서울 지하도시 계획과 광화문재구조화 사업 등 대형 토건 사업을 전면 수정하고, 기후위기를 극복할 서울 전략을 과감히 제시하는 시장이 필요하다"고 밝혔다. 현실적 어려움이 존재하지만 이에 정의당은 이번 선거를 통해 제3정당으로서의 면모를 부각하는 데 중점을 두는 분위기다. 선거 국면에서 정책·비전으로 눈도장을 찍는 등 대안정당으로서의 입지를 굳히겠다는 심산이다.
1월 13일 “박 장관은 중대재해처벌법을 후퇴시키는데 결정적인 역할을 했다는 비판을 받고 있다. 5인 미만 사업장은 제외하고, 300인 미만 사업장은 유예하자는 중기부 의견이 박 장관의 서울시장 출마를 의식한 것 때문이라는 의혹을 샀다”고 비판했다. 한편 계속되어서 나오는 단일화 이야기에서는 사실상 정치적 행위라는 평가인데. 박상병 정치평론가는 이날 시사위크와 통화에서 “단일화는 승패와 직결돼 있을 때 효과가 나타나는 것”이라며 “지금 이 이야기를 하는 것은 존재감을 드러내고 자신감이 있다는 정치적인 수사일 뿐이지 실제 가능성은 높지 않다”고 분석했다. 정의당 장태수 대변인 역시 이날 통화에서 “상상력에 갇혀 있는 사람에게 따로 해줄 말이 없다”며 “상대가 이미 그런 일 없다고 의사를 밝혔는데도 자신의 상상을 유권자를 향해 뱉는 것은 상대에 대한 도의가 아닐뿐더러 자신에게 유리한 환경을 조성하고자 계산기를 두드리는 행위”라고 지적했다. 권수정 서울시의원도 “민주당은 출마 자체가 정당하지 못한 선거”라며 “그런 분들과의 단일화는 한 번도 생각한 적이 없다”고 잘라 말했다.
정의당은 후보자를 낼려고 했으나 당시 김종철 대표의 장혜영 의원 성추행 사건으로 후보자를 내지 않기로 했다.
3월 29일 정의당은 민주당과 선을 긋고 기본소득당과 미래당, 여성의당 등 보궐선거에 출마하는 제3지대 후보들에게 '정치연대'를 제안했다.

### 국민의당
국민의당은 안철수 대표가 서울시장 보궐선거 출마 선언을 했다. 안철수 대표는 '안철수로 야권 단일화'라는 카드를 꺼내 야권을 통합하는 단계에 있으며 무소속의 금태섭 전 의원과 야권 통합을 논의하였다. 시대전환의 조정훈 대표와도 논의하였으나 조정훈 대표가 거부하였다. 오래전부터 국민의힘에 야권 통합을 제기하고 있으나, 김종인 비상대책위원장은 야권 단일화를 거부하며 '3월에 단일화해도 늦지 않다'라는 입장을 내놓고 있다.

### 열린민주당
열린민주당 최고위원회는 2020년 11월 2일 후보 공천 방식과 선거 준비 전반을 계획하는 4·7 재보궐 선거준비위원회를 구성했고 안원구가 위원장을 맡았다. 정의당이 보궐선거에 대해 “민주당과의 선거연대는 없다”고 선을 그은 점과 대조되게 더불어민주당과 연대 가능성을 열어놨는 데 당시 제18차 최고위원회의 모두발언에서 박홍률 최고위원은 회의에서 "다른 정당과 시민단체 등에서 시장 선거와 대선 등 앞으로의 정치일정에 대한 구체적 제안이 온다면 협상팀을 꾸려 적극 대처해야 한다"라는 발언은 지지층이 겹쳐 분산될 수 있다는 우려가 당내에서도 공감되는 분위기가 감지됐다. 그러면서 관계자는 "민주당과의 연대 가능성이 완전히 닫힌 것은 아니다라는 뜻"이라며 "실제 논의는 전혀 없고 우리도 슬슬 재보선 준비를 해야 하기에 오늘 준비위원회를 꾸린 것", "당에서 아직 나서는 후보는 없고, 김진애가 서울시장 출마 생각이 있는 것 같지만 그러려면 비례대표 의원을 사퇴해야 하니까 쉽지는 않을 것"이라고 부연했다. 그러므로 현실적으로 열린민주당에서 독보적인 후보가 나와 민주당과 막판 단일화를 이룰 가능성은 매우 낮다는게 당 내부 판단이다.
한편 더불어민주당과 구체적인 연대 논의는 전개되지 않았는데 당 관계자는 "아직 물밑 접촉은 없다"고 했고, 민주당 관계자 역시 "논의해 본 적 없다"고 했다. 선거 직전 단일화를 하더라도, 자체 후보군을 낼 가능성을 완전히 배제할 수는 없으며 서울시장 후보로 김진애, 정봉주가 거론됐고 '국민 경선'을 펼칠 경우 유시민 등 여권 인사가 선택을 받을 수 있다는 전망까지 나왔다. 김진애는 11월 11일 김어준의 뉴스공장에서 열린민주당의 서울시장 후보군으로 거론되는 사람이 굉장히 있다는 이야기와 함께 본인의 출마 의지를 강하게 드러냈다.
열린민주당은 12월 7일 최고위원회를 통해 보궐선거에 참여하기로 공식 결정했다. 당원과 국민으로부터 당 내외의 후보를 추천받아 후보군을 선정하는 열린 공천으로 진행하며 후보 추천은 열린민주당 당원(50%)과 해당 지역 시민(50%)으로부터 받는데 후보 선정은 당헌에 따라 전당원 투표로 한다. 11월 26일에 열린민주당에서는 김진애가 27일 오전 11시 국회에서 출마선언을 하겠다 알렸고 하루 뒤 27일 국회에서 기자회견을 열어 "최초의 도시전문가 출신 서울시장이 되겠다"며 "도시를 알고, 시민의 마음을 듣고, 정책의 맥을 짚고, 현장을 뛰면서 어려운 일조차 쉽게 풀어내는 서울시장이 되겠다"고 밝혔다. 서울시장으로서 시급하게 해결할 과제로는 부동산·경제 정책을 꼽았다. 한편 한명숙 전 국무총리, 박원순 서울시장 공약·정책을 계승하겠다는 의지도 내비쳤다.
이에 비례대표 3번인 김진애가 서울시장 후보로 확정되면 의원직을 사퇴해야하고 김의겸이 승계받을 수 있어 이에 주목받자 기자회견이 끝난 뒤 후보 확정시 의원직 승계 여부와 관련해 "지금 질문에 답하기에는 적절한 시점이 아닌 것 같다"며 "모든 선거법은 제도에 따라 진행되는 것이 맞다. 열린민주당 후보로 충분하게 지지를 얻는다면 여러 흥미로운 장면들이 전개될 것"이라고 답했다. 이에 열린민주당 공식카페 당원 게시판에는 "드디어 의원으로 입성하시네요", "김진애 의원 출마와 함께 아름다운 배턴터치" 등 김의겸의 승계를 기대하는 게시글과 대비되어 "냉정하게 김 원내대표의 서울시장 당선 가능성 희박하다. 열린민주당의 간판선수를 잃는 것', "김 전 대변인이 언론개혁과 어떤 연관이 있냐"며 등 우려도 제기됐다. 또한 열린민주당이 당원을 상대로 진행한 자체 여론조사에서도 “(민주당과) 서울시장 후보를 단일화해야 한다”는 의견이 81.8%에 달한 것으로 알려졌기에 전략적 선택을 할 것이라는 추측도 있다.
출마 선언에 더불어민주당 우상호 서울시장 예비후보는 12월 27일 "우리는 결국 하나가 돼야 할 것"이라며 단일화 의지를 드러냈으며 29일 "문재인 대통령을 지키기 위해 지난날의 앙금은 잊고 크게 하나가 돼야 한다"며 '당 대 당' 통합을 제안했다.
2021년 1월 12일 열린민주당 공천관리위원회는 후보자 적격심사와 본인 출마 의사를 확인하여 서울특별시 재보궐선거 예비후보로 김진애, 정봉주 2인을 최종 확정하고 경선을 진행하기로 했다. 한편 김진애는 지역구에서 여성·신인 가산점은 필요하지만 광역단체장은 그 무게상 여성 가산점이 불필요하다고 공천관리위원회에 피력했다. 같은 날 우상호와 김진애는 각 당의 최종 후보가 될 경우 후보 단일화를 추진하기로 합의했다. 한편 정봉주는 "단일화보다는 더불어민주당과의 통합이 우선"이라며 민주당과의 합당 추진에 적극적으로 나설 것임을 시사하며 '선문(문재인 대통령)후사'의 마음으로 선거에 임할 것"이라고 전했다. 정봉주의 통합제의에 13일 우상호는 “경선 일정을 미루고 통합을 추진하기에는 늦었다”며 반대 입장을 내비쳤다. 한편 최인호 수석대변인은 13일 후보 단일화에 서둘러 나설 필요가 없다는 입장을 피력했는데 민주당 지도부는 후보 단일화 이슈에 대해 문재인 대통령 강성 지지층이 당의 주류라 중도 확장에 한계가 있으며 21대 총선 당시 민주당에서 예비후보자 ‘부적격’ 판정을 받은 사람이기에 선뜻 반기는 분위기 아니지만 당 내부에선 만약 야권이 후보 단일화에 성공할 경우, 선거 승리를 위해 여권도 후보 단일화가 불가피하다는 공감대는 형성돼 있다고 추측했다.
김진애는 '김종배의 시선집중'에서 2010년 지방선거 당시 한명숙 민주당 후보와 노회찬 정의당 후보의 단일화가 이뤄지지 않은 가운데 오세훈 한나라당 후보가 서울시장에 당선된 일을 상기시키자 정의당 정호진 수석대변인은 구두논평을 통해 "우상호 민주당 의원과 김진애 의원이 사적으로 만난 자리에서 정의당과의 단일화를 언급했다"며 "심지어 이 과정에서 김진애 의원은 고 노회찬 의원님을 언급까지 하는 등 도를 넘는 발언까지 했다. 상식도 없고 무례하다"고 강도 높게 비판했다.
1월 29일 열린민주당 서울시장 후보자 정견 발표회에 참석한 정봉주는 “거짓미투 모함사건으로 오랫동안 고통을 겪었기에 조용히 살고 싶은 생각도 있었으나 열린민주당 최강욱 대표가 말도 안 되는 유죄판결을 받는 것을 보고 물러설 시점이 아니란 생각이 들었다”며 사실상 출마 선언을 하며 "이번 선거는 문재인 정부를 쓰러뜨리려는 자들과 문재인 정부의 성공을 지키려는 자들의 싸움"이라며 더불어민주당과의 통합을 주장하고 후보 단일화에는 선을 그은 반면 김진애 의원은 '미드타운' 공약을 소개하며 도시전문가로서의 경쟁력을 강조하며 후보 단일화에는 동의했다. 정봉주는 "문재인 정부를 향한 야권 공격에 맞설 사람이 필요하다"며 "지지자들이 가진 불만에 공감할 줄 알아야 한다. 지금 여권에는 그런 사람이 없다"고 밝혔고 우상호 민주당 의원과 조건부 단일화에 합의한 김진애 열린민주당 의원을 향해서는 "당이 위기인데 너무 개인 정치만 한다는 아쉬움이 있다"며 부동산 정책에 대해서는 용적률을 엄격하게 적용하는 도시는 서울뿐"이라고 강조하며 "서울의 토지에는 계급이 있다. 강남이 양반 토지, 한강변이 중인 토지. 강북이 상놈 토지"라고 말했다. 열린민주당 2차 경선 열린관훈 토론회에선 김진애는 "이 시대에 토지계급론, 거기다가 양반, 상놈 식으로 말을 해서 언론이 딱 뽑아 쓰게끔 하는 것은 상당히 문제가 있다"며 "과도한 단순화의 오류"라고 지적하자 정봉주는 "국민들이 제일 짜증 나는 게 정치인, 장·차관이 자기들끼리 아는 전문용어로 뭐가 있는 듯이 하는 것"이라며 "제가 쉽게 얘기하는 것이 아니라 복잡한 것을 다 공부하고 기본적인 성찰 후에 쉽게 이야기하는 것이다"라고 맞받았다. 더불어민주당과의 연대 방안을 두고도 정봉주는 "솔직히 말해보자. 열린민주당 후보가 서울시장 되리라고 믿나"라며 "선거는 현실"이라고 합당을 주장했고 김진애는 "더불어민주당이 합당을 원하지 않는다. 한 번도 이야기를 안 꺼냈다"며 단일화 입장을 고수했다.
2월 5일 우상호는 정봉주·김진애 후보가 토론 등을 통해 ‘민주당과의 통합’ 등을 언급하자 “재보궐 선거의 승리와 2022년 재집권을 위해서 열린민주당과 통합해야 한다고 주장해왔던 나로서는 대환영”라며 ‘선거 전 통합’이 어렵다면 ‘후보단일화’와 ‘선거 후 통합 합의’라도 동시 추진해야 한다고 더불어민주당과 열린민주당 지도부에 제안하자 정봉주는 "반가운 소식이 들렸다"며 "통합하자는 제 절박한 목소리에 우 후보가 100% 긍정적인 메시지를 알렸다"고 화답했고 그러자 6일 우상호는 통합과 단결의 대의에 동의하며 한번 만나자고 제안하신 것에 대한 화답"이라며 "정봉주 열린민주당 후보와 7일 오전 만나기로 했다"고 밝혔고 7일 우상호·정봉주는 양당 범여권 단일화 합의했다. 같은 날 박영선도 더불어민주당과 열린민주당 간 후보 단일화에 대한 찬성 의사를 밝히며 통합에 대해선 "최고위원들을 비롯한 당 지도부가 결정할 일이지만 저는 찬성한다"고 했다. 하지만 더불어민주당 지도부는 8일 열린민주당과의 서울시장 후보 단일화에 대해선 긍정적이나, 당 대 당 통합에 대해선 "논의된 적 없다"고 선을 그었고 더불어민주당의 김진표 의원도 민주-열린민주 합당은 하겠지만 시간상 재보선 전에 하기는 힘들다고 밝혔다.
열린민주당은 5일부터 8일 오후 6시까지 온라인 당원 투표를 진행했다. 9일 오전 10시 서울시장 후보 경선 표결 최종 결과 총 유권자 7716명 중 5518명(투표율 71.51%)이 참여했다. 김진애 후보는 66.3%(3660표), 정봉주 후보는 34.6%(1858표)를 각각 득표했다. 김진애는“열린민주당은 공당으로서 첫번째로 공식후보를 지명했다”며 “김진애가 승리하겠다. 거품에 도취하고 있는 박영선을 이기고 안철수 신기루를 깨끗하게 걷어내겠다”고 강조했다.
2월 24일 더불어민주당, 시대전환과 후보 단일화 논의에 들어갔고 3월 17일 더불어민주당 박영선이 단일후보가 되었다.

### 기본소득당
기본소득당은 대표 신지혜가 출마 선언을 했다. 시대전환 조정훈, 진보당 송명숙, 여성의당 김진아 후보 등과 10일 동안 만나 제3지대 후보 단일화를 타진했지만 선거에 대한 시각차로 무산됐다.

### 시대전환
시대전환은 대표 조정훈이 출마 선언을 했다. 국민의당 안철수 대표와 단일화를 논의하였으나 거부하였다. 2월 24일 더불어민주당과 열린민주당의 김진애 후보와의 여권 단일화 논의에 들어갔다.

### 원외정당

#### 민생당
민생당은 이수봉 비상대책위원장과 정동희가 출마 선언을 했다. 이수봉이 공천되었고 정동희는 탈당 후 무소속 출마했다. 원외정당이지만 박영선, 오세훈과 함께 공식 토론회에 참여하였다. 공직선거법상 직전 선거에서 3% 이상을 득표한 정당이면 토론의 초청 대상이 되는데 민생당은 2020년 2월 바른미래당과 민주평화당, 대안신당이 합당해 창당되었고 2018년 지방선거에서 바른미래당과 민주평화당이 이 기준을 넘겨 득표했기 때문이다.

#### 여성의당
당내 경선에 전·현직 공동대표인 이지원, 김진아 두 명의 후보가 출마해 김진아가 당선됐다.
김진아는 '2021년 서울특별시장 보궐선거'가 박원순의 성비위 사건에서 비롯된 선거라는 점을 강조하면서 ‘여자 혼자도 살기 좋은 서울’이라는 슬로건을 내걸었다. 핵심 공약으로는 공공주택 CPTED 확대 적용 및 여성 자치경찰 50% 확보, 서울특별시청 산하 공공기관 여성 임원 50% 할당제, SH공공주택분양 여성세대주 50% 의무 할당, 여성 생활체육 활성화 등을 제시하였다. 후원회장은 작가 이민경이 맡았다.

#### 국가혁명당
국가혁명당은 대표 허경영이 2021년 1월, 공식 출마 선언을 하였다. 허경영은 결혼시 1억 원, 연애 수당 20만 원 지급을 공약으로 내걸었다.

#### 진보당
진보당은 공동대표 송명숙이 출마하였다.

#### 미래당
미래당은 대표 오태양이 출마하였다.

#### 신자유민주연합
신자유민주연합은 배영규가 출마하였다.

## 단일화

### 안철수·금태섭 단일화
김종인 국민의힘 비상대책위원장이 지속적으로 야권 단일화를 피해가자, 안철수 국민의당 대표는 '제3지대 단일화'라는 카드를 꺼내들어 제3지대 단일화를 선언했다.
단일화를 하기 위하여 조정훈 시대전환 대표와 만났으나 조정훈 대표가 거부하였고 이에 2021년 2월 4일 금태섭 전 국회의원을 만나 제3지대 경선을 모색했다. 그 일정은 다음과 같다.
| 날짜   | 일정                               |
| ------ | ---------------------------------- |
| 02.18  | 제3지대 경선 후보자 1차 토론       |
| 02.25  | 제3지대 경선 후보자 2차 토론       |
| 2월 내 | 제3지대 경선 후보자 여론조사       |
| 03.01  | 제3지대 경선 실시, 최종후보자 선출 |
| 03.18  | 서울시장 후보자 등록               |

2월 15일에 예정되어 있던 1차 토론이 안철수와 금태섭 간의 갈등으로 인해 무산되었다. 그러나 갈등이 해결되어 2월 18일로 일정이 변경되었다. 2월 25일에 2차 토론이 개최되었다.
3월 1일, 안철수가 제3지대 경선에서 승리하였다.

### 박영선·김진애·조정훈 단일화
2월 24일 더불어민주당과 열린민주당과 시대전환이 여권 단일화에 착수했다. 먼저 3월 7일, 시대전환 조정훈 후보와 더불어민주당 박영선 후보와의 단일화 경선에서 박영선 후보가 승리했다.
이어 열린민주당 김진애 후보와 더불어민주당 박영선 후보간의 단일화가 진행되었다. 2021년 3월 17일, 더불어민주당 박영선 후보가 열린민주당 김진애 후보를 누르고 여권 단일후보로 선출되었다.

### 오세훈·안철수 단일화
3월 1일, 안철수가 금태섭과의 제3지대 단일화 경선에서 승리를 거두면서 국민의힘 단일화가 수면위로 부상하였다.
2021년 3월 20일, 안철수 측과 오세훈 측은 경쟁력, 적합도를 50% 반영하며 무선전화만을 대상으로 여론조사를 한다는 단일화 룰에 합의하였다. 이어 3월 22일, 여론조사가 종료되었으며 23일 오전에 여론조사 결과 공개가 결정되었다.
단일화 결과 오세훈 후보가 안철수와의 경선에서 승리하며 서울시장 야권 단일후보로 선출되었다.

## 후보자
| 기호 | 후보   | 정당 | 정당           | 경력                      |
| ---- | ------ | ---- | -------------- | ------------------------- |
| 1    | 박영선 |      | 더불어민주당   | 제2대 중소벤처기업부 장관 |
| 2    | 오세훈 |      | 국민의힘       | 제33·34대 서울특별시장    |
| 6    | 신지혜 |      | 기본소득당     | 기본소득당 상임대표       |
| 7    | 허경영 |      | 국가혁명당     | 국가혁명당 명예대표       |
| 8    | 오태양 |      | 미래당         | 미래당 공동대표           |
| 9    | 이수봉 |      | 민생당         | 민생당 비상대책위원장     |
| 10   | 배영규 |      | 신자유민주연합 | 삼성생명(주)법무컨설턴트  |
| 11   | 김진아 |      | 여성의당       | 초대 여성의당 공동대표    |
| 12   | 송명숙 |      | 진보당         | 진보당 공동대표           |
| 13   | 정동희 |      | 무소속         | 경제전략 작가             |
| 14   | 이도엽 |      | 무소속         | 작가                      |
| 15   | 신지예 |      | 무소속         | 한국여성정치네트워크 대표 |

## 선거 과정

### 여론 조사
조사 방법을 비롯한 자세한 내용은 중앙선거여론조사심의위원회 홈페이지를 통해 확인할 수 있다.
| 조사 의뢰 | 조사 기관 | 조사 기간           | 응답 인원 | 국민의힘 | 더불어민주당 | 국가혁명당 | 여성의당 | 기본소득당 | 무소속 | 신자유민주연합 | 진보당 | 지지후보 없음 | 잘모름 | 비고    |
| 조사 의뢰 | 조사 기관 | 조사 기간           | 응답 인원 | 오세훈   | 박영선       | 허경영     | 김진아   | 신지혜     | 신지예 | 배영규         | 송명숙 | 지지후보 없음 | 잘모름 | 비고    |
| --------- | --------- | ------------------- | --------- | -------- | ------------ | ---------- | -------- | ---------- | ------ | -------------- | ------ | ------------- | ------ | ------- |
| 뉴시스    | 리얼미터  | 3월 30일 ~ 3월 31일 | 806명     | 57.5%    | 36.0%        | 1.3%       | 0.9%     | 0.8%       | 0.4%   | 0.3%           | 0.2%   | 1.6%          | 1.1%   | [ 121 ] |

### 투표 결과
| 구분      | 일자    | 7시   | 8시   | 9시   | 10시  | 11시  | 12시  | 13시  | 14시  | 15시  | 16시  | 17시   | 18시   | 19시   | 20시   |
| --------- | ------- | ----- | ----- | ----- | ----- | ----- | ----- | ----- | ----- | ----- | ----- | ------ | ------ | ------ | ------ |
| 사전 투표 | 4월 2일 | 0.33% | 0.68% | 1.16% | 1.93% | 2.86% | 3.76% | 4.65% | 5.63% | 6.66% | 7.67% | 8.68%  | 9.65%  | 미실시 | 미실시 |
| 사전 투표 | 4월 3일 | 0.35% | 0.87% | 1.56% | 2.52% | 3.63% | 4.72% | 5.73% | 6.84% | 8.07% | 9.37% | 10.74% | 12.30% | 미실시 | 미실시 |
| 본 투표   | 4월 7일 | 1.6%  | 3.9%  | 6.6%  | 9.5%  | 12.7% | 15.6% | 40.6% | 42.9% | 45.2% | 47.4% | 49.7%  | 51.9%  | 54.4%  | 58.2%  |

| 구         | 유권자      | 투표수      | 투표율 |
| ---------- | ----------- | ----------- | ------ |
| 종로구     | 132,257명   | 78,854표    | 59.6%  |
| 중구       | 113,861명   | 65,392표    | 57.4%  |
| 용산구     | 204,483명   | 118,460표   | 57.9%  |
| 성동구     | 258,172명   | 151,524표   | 58.7%  |
| 광진구     | 306,559명   | 175,429표   | 57.2%  |
| 동대문구   | 301,862명   | 172,924표   | 57.3%  |
| 중랑구     | 350,306명   | 188,880표   | 53.9%  |
| 성북구     | 378,436명   | 221,516표   | 58.5%  |
| 강북구     | 273,146명   | 148,594표   | 54.4%  |
| 도봉구     | 284,777명   | 163,669표   | 57.5%  |
| 노원구     | 446,223명   | 267,542표   | 60.0%  |
| 은평구     | 418,393명   | 234,244표   | 56.0%  |
| 서대문구   | 272,986명   | 161,467표   | 59.1%  |
| 마포구     | 323,492명   | 193,240표   | 59.7%  |
| 양천구     | 382,189명   | 231,301표   | 60.5%  |
| 강서구     | 505,314명   | 284,924표   | 56.4%  |
| 구로구     | 356,799명   | 205,840표   | 57.7%  |
| 금천구     | 210,110명   | 109,584표   | 52.2%  |
| 영등포구   | 339,600명   | 198,137표   | 58.3%  |
| 동작구     | 345,047명   | 204,636표   | 59.3%  |
| 관악구     | 450,757명   | 242,938표   | 53.9%  |
| 서초구     | 352,622명   | 225,564표   | 64.0%  |
| 강남구     | 452,344명   | 276,504표   | 61.1%  |
| 송파구     | 567,754명   | 346,294표   | 61.0%  |
| 강동구     | 398,380명   | 236,167표   | 59.3%  |
| 서울특별시 | 8,425,869명 | 4,903,624표 | 58.2%  |

### 출구 조사
KBS, MBC, SBS 방송 3사가 공동으로 조사 의뢰해 입소스, 코리아리서치, 한국리서치가 시행한 출구조사 결과가 4월 7일 20시 15분(UTC+09:00)에 공개됐다. 2021년 4월 7일 오전 6시부터 오후 7시까지 조사하였으며, 표본오차는 95% 신뢰수준, 서울 ± 1.7%p 부산 ± 2.3%p이다. 조사 장소는 서울 50개 투표소, 부산 30개 투표소이며, 조사 인원은 서울 10,114명, 부산 5,639명이다.
| 서울특별시 전체 출구조사 | 서울특별시 전체 출구조사 | 서울특별시 전체 출구조사 | 서울특별시 전체 출구조사 |
| ------------------------ | ------------------------ | ------------------------ | ------------------------ |
|                          | 더불어민주당             |                          | 국민의힘                 |
| 박영선                   | 박영선                   | 오세훈                   | 오세훈                   |
|                          |                          |                          |                          |
| 37.7%                    | 37.7%                    | 59.0%                    | 59.0%                    |

| 권역     | 서울특별시 권역별 출구조사 | 서울특별시 권역별 출구조사 | 서울특별시 권역별 출구조사 | 서울특별시 권역별 출구조사 |
| -------- | -------------------------- | -------------------------- | -------------------------- | -------------------------- |
| 강북서권 |                            | 더불어민주당               |                            | 국민의힘                   |
| 강북서권 | 박영선                     | 박영선                     | 오세훈                     | 오세훈                     |
| 강북서권 | 38.3%                      | 38.3%                      | 58.0%                      | 58.0%                      |
| 강북동권 |                            | 더불어민주당               |                            | 국민의힘                   |
| 강북동권 | 박영선                     | 박영선                     | 오세훈                     | 오세훈                     |
| 강북동권 | 40.3%                      | 40.3%                      | 55.6%                      | 55.6%                      |
| 강남서권 |                            | 더불어민주당               |                            | 국민의힘                   |
| 강남서권 | 박영선                     | 박영선                     | 오세훈                     | 오세훈                     |
| 강남서권 | 40.0%                      | 40.0%                      | 56.9%                      | 56.9%                      |
| 강남동권 |                            | 더불어민주당               |                            | 국민의힘                   |
| 강남동권 | 박영선                     | 박영선                     | 오세훈                     | 오세훈                     |
| 강남동권 | 30.5%                      | 30.5%                      | 67.2%                      | 67.2%                      |

| 연령대    | 서울특별시 연령별 출구조사 | 서울특별시 연령별 출구조사 | 서울특별시 연령별 출구조사 | 서울특별시 연령별 출구조사 |
| --------- | -------------------------- | -------------------------- | -------------------------- | -------------------------- |
| 20대 이하 |                            | 더불어민주당               |                            | 국민의힘                   |
| 20대 이하 | 박영선                     | 박영선                     | 오세훈                     | 오세훈                     |
| 20대 이하 | 34.1%                      | 34.1%                      | 55.3%                      | 55.3%                      |
| 30대      |                            | 더불어민주당               |                            | 국민의힘                   |
| 30대      | 박영선                     | 박영선                     | 오세훈                     | 오세훈                     |
| 30대      | 38.7%                      | 38.7%                      | 56.5%                      | 56.5%                      |
| 40대      |                            | 더불어민주당               |                            | 국민의힘                   |
| 40대      | 박영선                     | 박영선                     | 오세훈                     | 오세훈                     |
| 40대      | 49.3%                      | 49.3%                      | 48.3%                      | 48.3%                      |
| 50대      |                            | 더불어민주당               |                            | 국민의힘                   |
| 50대      | 박영선                     | 박영선                     | 오세훈                     | 오세훈                     |
| 50대      | 42.4%                      | 42.4%                      | 55.8%                      | 55.8%                      |
| 60대      |                            | 더불어민주당               |                            | 국민의힘                   |
| 60대      | 박영선                     | 박영선                     | 오세훈                     | 오세훈                     |
| 60대      | 29.1%                      | 29.1%                      | 69.7%                      | 69.7%                      |
| 70대 이상 |                            | 더불어민주당               |                            | 국민의힘                   |
| 70대 이상 | 박영선                     | 박영선                     | 오세훈                     | 오세훈                     |
| 70대 이상 | 25.2%                      | 25.2%                      | 74.2%                      | 74.2%                      |

| 성별 | 서울특별시 성별 출구조사 | 서울특별시 성별 출구조사 | 서울특별시 성별 출구조사 | 서울특별시 성별 출구조사 |
| ---- | ------------------------ | ------------------------ | ------------------------ | ------------------------ |
| 여성 |                          | 더불어민주당             |                          | 국민의힘                 |
| 여성 | 박영선                   | 박영선                   | 오세훈                   | 오세훈                   |
| 여성 | 39.1%                    | 39.1%                    | 59.6%                    | 59.6%                    |
| 남성 |                          | 더불어민주당             |                          | 국민의힘                 |
| 남성 | 박영선                   | 박영선                   | 오세훈                   | 오세훈                   |
| 남성 | 36.3%                    | 36.3%                    | 60.9%                    | 60.9%                    |

| 성별+연령대    | 서울특별시 성별+연령별 출구조사 | 서울특별시 성별+연령별 출구조사 | 서울특별시 성별+연령별 출구조사 | 서울특별시 성별+연령별 출구조사 | 성별+연령대    | 서울특별시 성별+연령별 출구조사 | 서울특별시 성별+연령별 출구조사 | 서울특별시 성별+연령별 출구조사 | 서울특별시 성별+연령별 출구조사 |
| -------------- | ------------------------------- | ------------------------------- | ------------------------------- | ------------------------------- | -------------- | ------------------------------- | ------------------------------- | ------------------------------- | ------------------------------- |
| 20대 이하 남성 |                                 | 더불어민주당                    |                                 | 국민의힘                        | 20대 이하 여성 |                                 | 더불어민주당                    |                                 | 국민의힘                        |
| 20대 이하 남성 | 박영선                          | 박영선                          | 오세훈                          | 오세훈                          | 20대 이하 여성 | 박영선                          | 박영선                          | 오세훈                          | 오세훈                          |
| 20대 이하 남성 | 22.2%                           | 22.2%                           | 72.5%                           | 72.5%                           | 20대 이하 여성 | 44.0%                           | 44.0%                           | 40.9%                           | 40.9%                           |
| 30대 남성      |                                 | 더불어민주당                    |                                 | 국민의힘                        | 30대 여성      |                                 | 더불어민주당                    |                                 | 국민의힘                        |
| 30대 남성      | 박영선                          | 박영선                          | 오세훈                          | 오세훈                          | 30대 여성      | 박영선                          | 박영선                          | 오세훈                          | 오세훈                          |
| 30대 남성      | 32.6%                           | 32.6%                           | 63.8%                           | 63.8%                           | 30대 여성      | 43.7%                           | 43.7%                           | 50.6%                           | 50.6%                           |
| 40대 남성      |                                 | 더불어민주당                    |                                 | 국민의힘                        | 40대 여성      |                                 | 더불어민주당                    |                                 | 국민의힘                        |
| 40대 남성      | 박영선                          | 박영선                          | 오세훈                          | 오세훈                          | 40대 여성      | 박영선                          | 박영선                          | 오세훈                          | 오세훈                          |
| 40대 남성      | 51.3%                           | 51.3%                           | 45.8%                           | 45.8%                           | 40대 여성      | 47.8%                           | 47.8%                           | 50.2%                           | 50.2%                           |
| 50대 남성      |                                 | 더불어민주당                    |                                 | 국민의힘                        | 50대 여성      |                                 | 더불어민주당                    |                                 | 국민의힘                        |
| 50대 남성      | 박영선                          | 박영선                          | 오세훈                          | 오세훈                          | 50대 여성      | 박영선                          | 박영선                          | 오세훈                          | 오세훈                          |
| 50대 남성      | 45.1%                           | 45.1%                           | 52.4%                           | 52.4%                           | 50대 여성      | 40.3%                           | 40.3%                           | 58.5%                           | 58.5%                           |
| 60대 이상 남성 |                                 | 더불어민주당                    |                                 | 국민의힘                        | 60대 이상 여성 |                                 | 더불어민주당                    |                                 | 국민의힘                        |
| 60대 이상 남성 | 박영선                          | 박영선                          | 오세훈                          | 오세훈                          | 60대 이상 여성 | 박영선                          | 박영선                          | 오세훈                          | 오세훈                          |
| 60대 이상 남성 | 28.3%                           | 28.3%                           | 70.2%                           | 70.2%                           | 60대 이상 여성 | 26.4%                           | 26.4%                           | 73.3%                           | 73.3%                           |

## 선거 결과

2021년 서울특별시장 보궐선거 자치구별 결과

|  | 57.50% |

|  | 39.18% |

|  | 1.07% |

|  | 0.68% |

|  | 0.48% |

|  | 0.37% |

|  | 0.25% |

|  | 0.23% |

|  | 0.13% |

|  | 0.03% |

|  | 0.03% |

|  | 0.01% |

## 같이 보기
- 서울특별시장 선거
- 2021년 대한민국 재보궐선거
- 2021년 부산광역시장 보궐선거